# Телде
Телде (на испански: Telde) е испански град и община на остров Гран Канария, автономна област Канарски острови. Има население от 101 300 души (2012), което я прави втората най-населена община на острова.

## Побратимени градове
- Сан Кристобал де ла Лагуна, Испания